# Эйтуны (Лидский район)
Эйтуны (бел. Эйту́ны) — деревня в Лидском районе Гродненской области Беларуси. Входит в состав Дворищанского сельсовета.

## География
Пролегает трасса Р-89, рядом расположена дорога Н-7485.
Ближайшие населённые пункты Гимбуты, Дворище, Мигуны и др.

## Этимология
Айтун или Эйдун (Aittuni, Eidunn) — имя германского происхождения. Именная основа эйт - (айт -, эйд -) (имена литвинов Эйтила, Эйтаут, Эйтман; германские имена Eitel, Aitald, Eitmann) происходит от готского aiths, древневерхненемецкого eid 'клясться, присягать' или древневерхненемецкого eit 'огонь'.

## История
С 1904 года в Жирмунской волости Лидского уезда Виленской губернии Российской империи.
До 11 января 1966 года деревня входила в состав Трокельского сельсовета Вороновского района.

## Население

### Численность
- 2009 год — 88 жителей

### Динамика
- 1904 год — 427 жителей[7]
- 1999 год — 140 жителей (перепись населения)
- 2009 год — 88 жителей (перепись населения)[7]

## Галерея

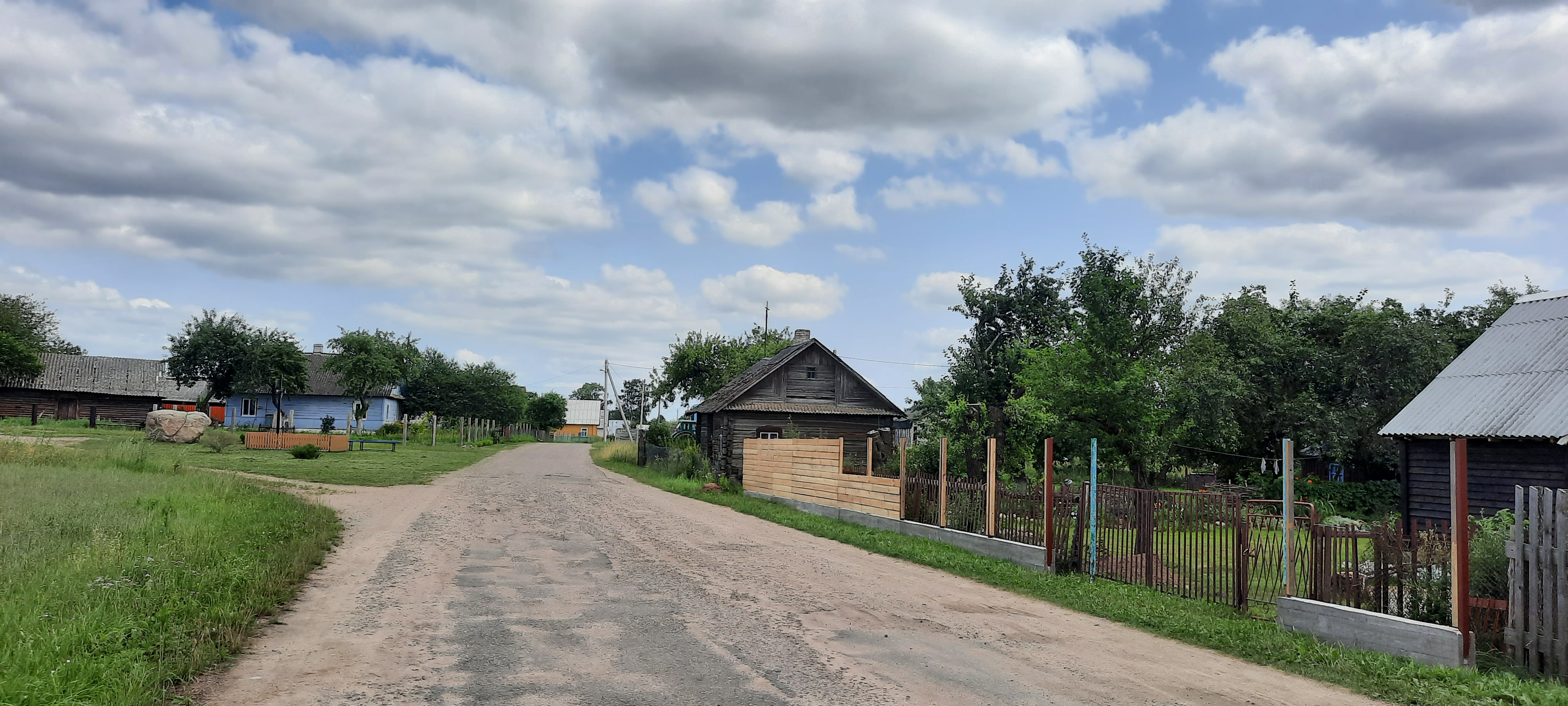
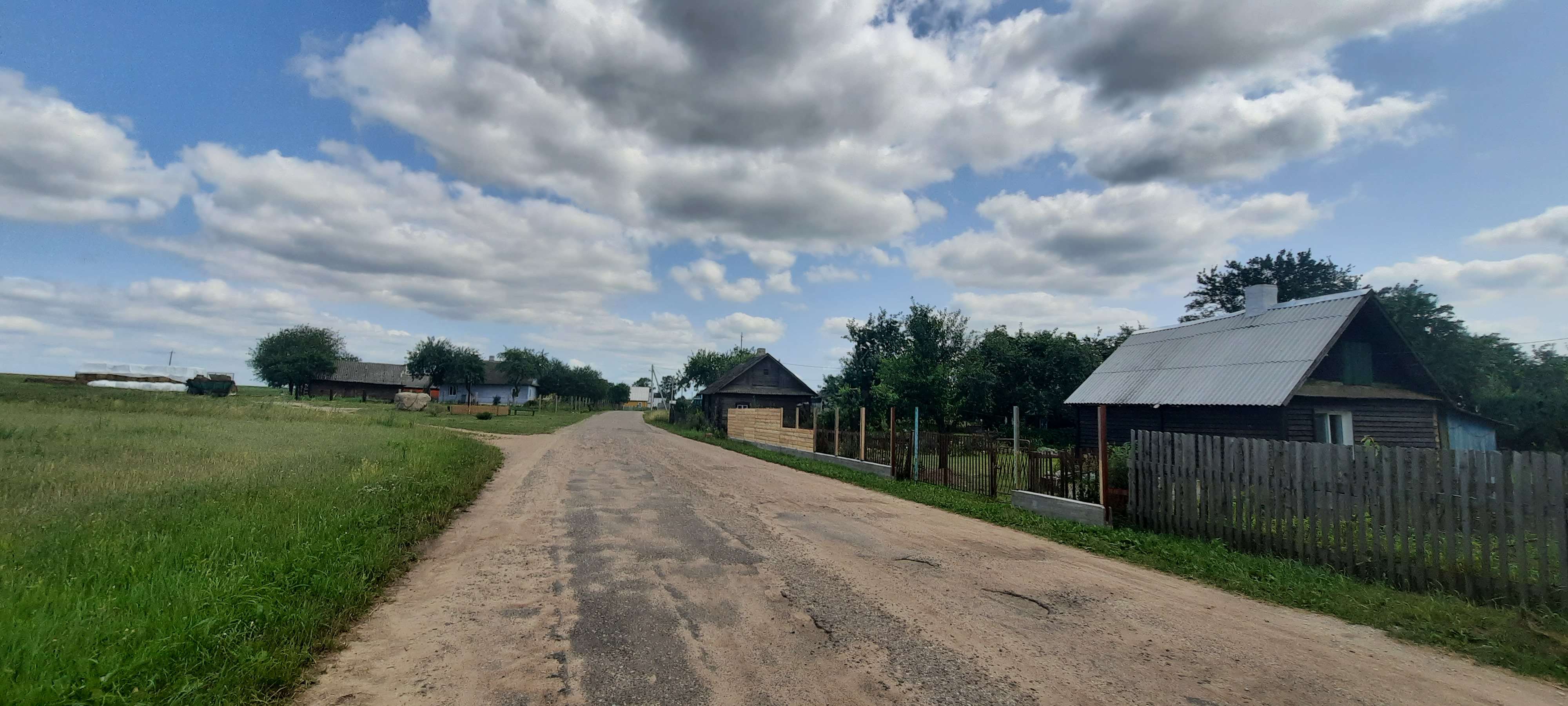
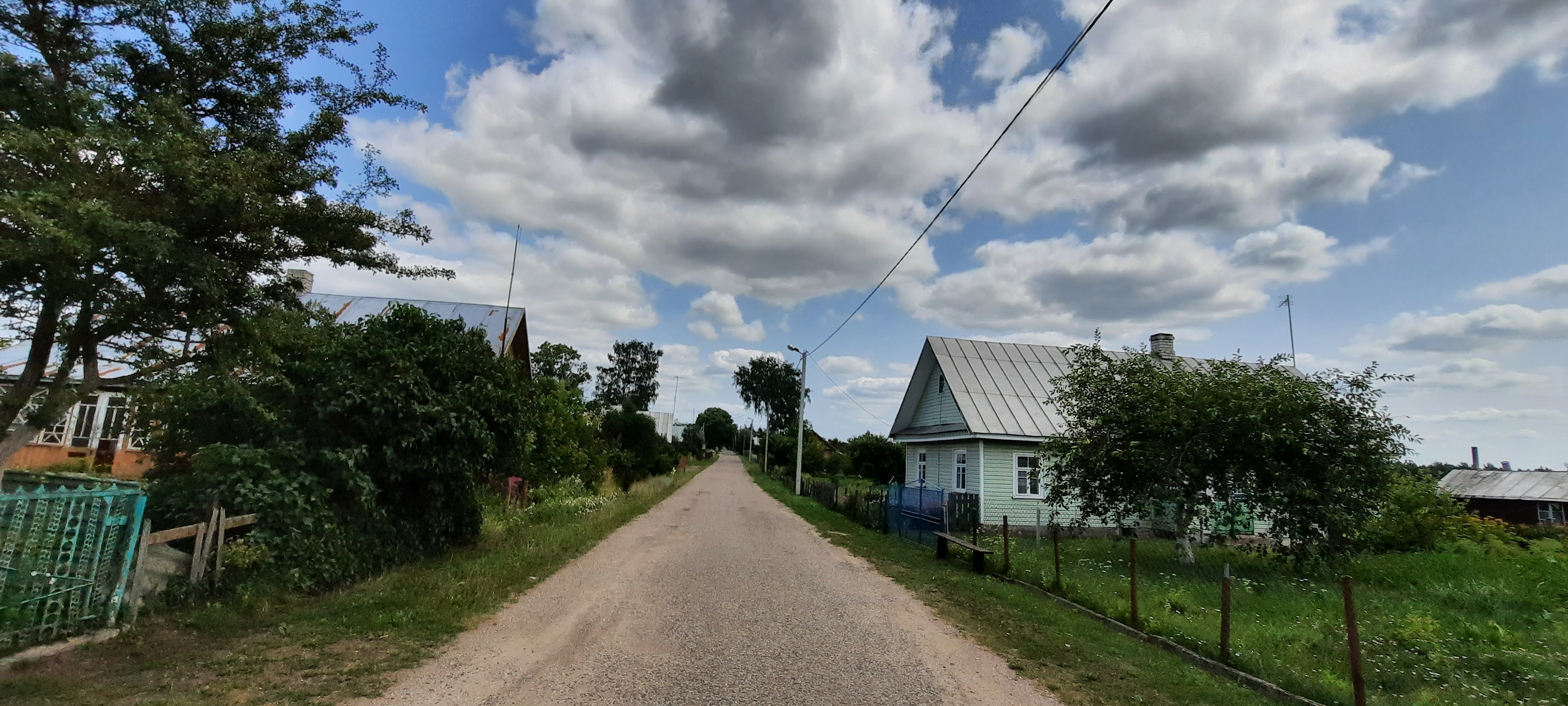
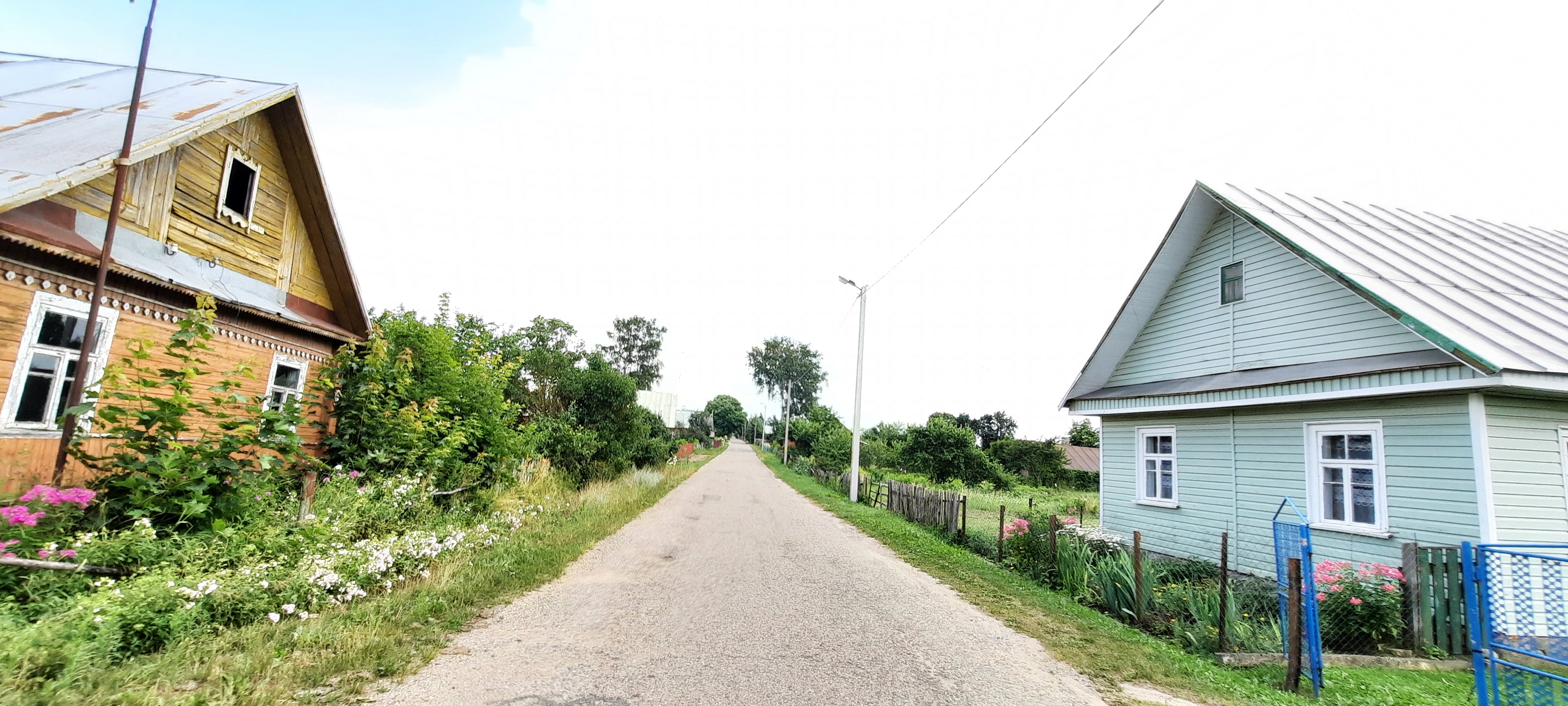
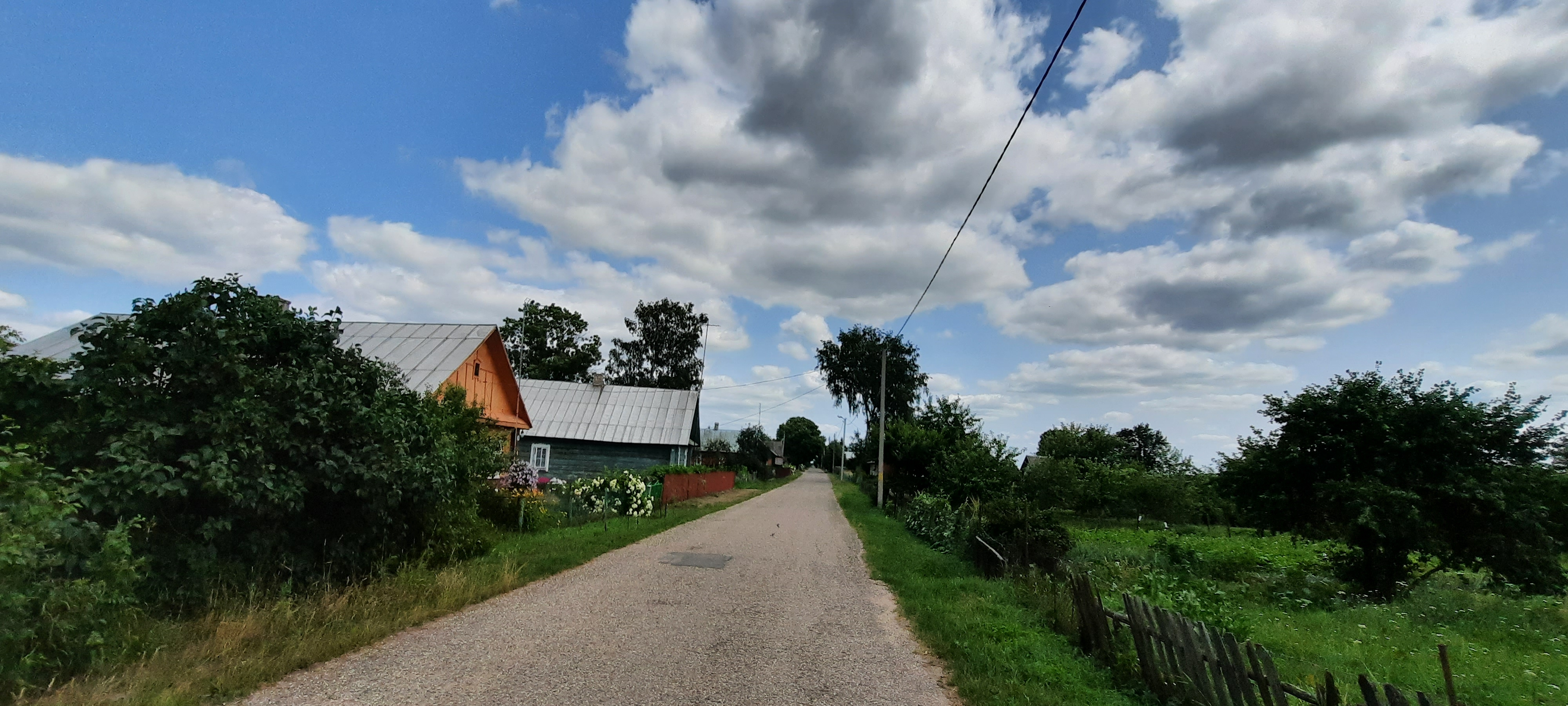

## Известные лица
- Сарело, Станислав Брониславович (1942—2021) — белорусский специалист в области обработки металлов давлением. Кандидат технических наук (1971), доцент (1977). Академик Белорусской инженерной академии (1999, член-корреспондент с 1996), член-корреспондент Международной инженерной академии (2003).